# Ericentrodea ramirezii
Ericentrodea ramirezii là một loài thực vật có hoa trong họ Cúc. Loài này được H.Rob. & S.Díaz mô tả khoa học đầu tiên năm 1993.